# Ginnastica ai Giochi della IX Olimpiade
Le competizioni della Ginnastica artistica dei Giochi della IX Olimpiade si sono svolte si è allo stadio Olimpico di Amsterdam dall'8 al 10 agosto 1928.
Per la prima volta una competizione femminile il concorso completo.

## Podi
| Evento                           | Oro | Perform. | Argento | Perform. | Bronzo | Perform. |
| Gare maschili                    | |          | |          | |          |
| Concorso a squadre (dettagli)    | Svizzera Georges Miez Hermann Hänggi Eugen Mack Melchior Wezel Edi Steinemann August Güttinger Hans Grieder Otto Pfister | 1718,625 | Cecoslovacchia Emanuel Löffler Ladislav Vácha Jan Gajdoš Josef Effenberger Bedrich Šupcík Václav Veselý Jan Koutný Ladislav Tikal                                                                       | 1714,500 | Jugoslavia Leon Štukelj Josip Primožic Anton Malej Edvard Antonijevic Boris Gregorka Janez Porenta Stane Derganc Dragutin Ciotti                                              | 1648,750 |
| Concorso individuale (dettagli)  | Georges Miez | 247,500  | Hermann Hänggi | 246,625  | Leon Štukelj | 244,875  |
| Volteggio (dettagli)             | Eugen Mack | 28,750   | Emanuel Löffler | 28,500   | Stane Derganc | 28,375   |
| Parallele simmetriche (dettagli) | Ladislav Vácha | 56,50    | Josip Primožic | 55,50    | Hermann Hänggi | 54,25    |
| Sbarra (dettagli)                | Georges Miez | 57,50    | Romeo Neri | 57,00    | Eugen Mack | 56,75    |
| Anelli (dettagli)                | Leon Štukelj | 57,75    | Ladislav Vácha | 57,50    | Emanuel Löffler | 56,50    |
| Cavallo con maniglie (dettagli)  | Hermann Hänggi | 59,25    | Georges Miez | 57,75    | Heikki Savolainen | 56,50    |
| Gare femminili                   | |          | |          | |          |
| Concorso a squadre (dettagli)    | Paesi Bassi Estella Agsteribbe Jacomina van den Berg Alida van den Bos Petronella Burgerhof Elka de Levie Helena Nordheim Anna Polak Petronella van Randwijk Hendrika van Rumt Judikje Simons Jacoba Stelma Anna van der Vegt | 316,75   | Italia Bianca Ambrosetti Lavinia Gianoni Luigina Giavotti Virginia Giorgi Germana Malabarba Clara Marangoni Luigina Perversi Diana Pizzavini Anna Tanzini Carolina Tronconi Ines Vercesi Rita Vittadini | 289,00   | Gran Bretagna Annie Broadbent Lucy Desmond Margaret Hartley Amy Jagger Isobel Judd Jessie Kite Marjorie Moreman Edith Pickles Ethel Seymour Ada Smith Hilda Smith Doris Woods | 258,25   |

## Medagliere
| Posizione | Paese          | Oro | Argento | Bronzo | Totale |
| --------- | -------------- | --- | ------- | ------ | ------ |
| 1         | Svizzera       | 5   | 2       | 2      | 9      |
| 2         | Cecoslovacchia | 1   | 3       | 1      | 5      |
| 3         | Jugoslavia     | 1   | 1       | 3      | 5      |
| 4         | Paesi Bassi    | 1   | 0       | 0      | 1      |
| 5         | Italia         | 0   | 2       | 0      | 2      |
| 6         | Finlandia      | 0   | 0       | 1      | 1      |
| 6         | Regno Unito    | 0   | 0       | 1      | 1      |
| Totale    | Totale         | 8   | 8       | 8      | 24     |